# Ørskog

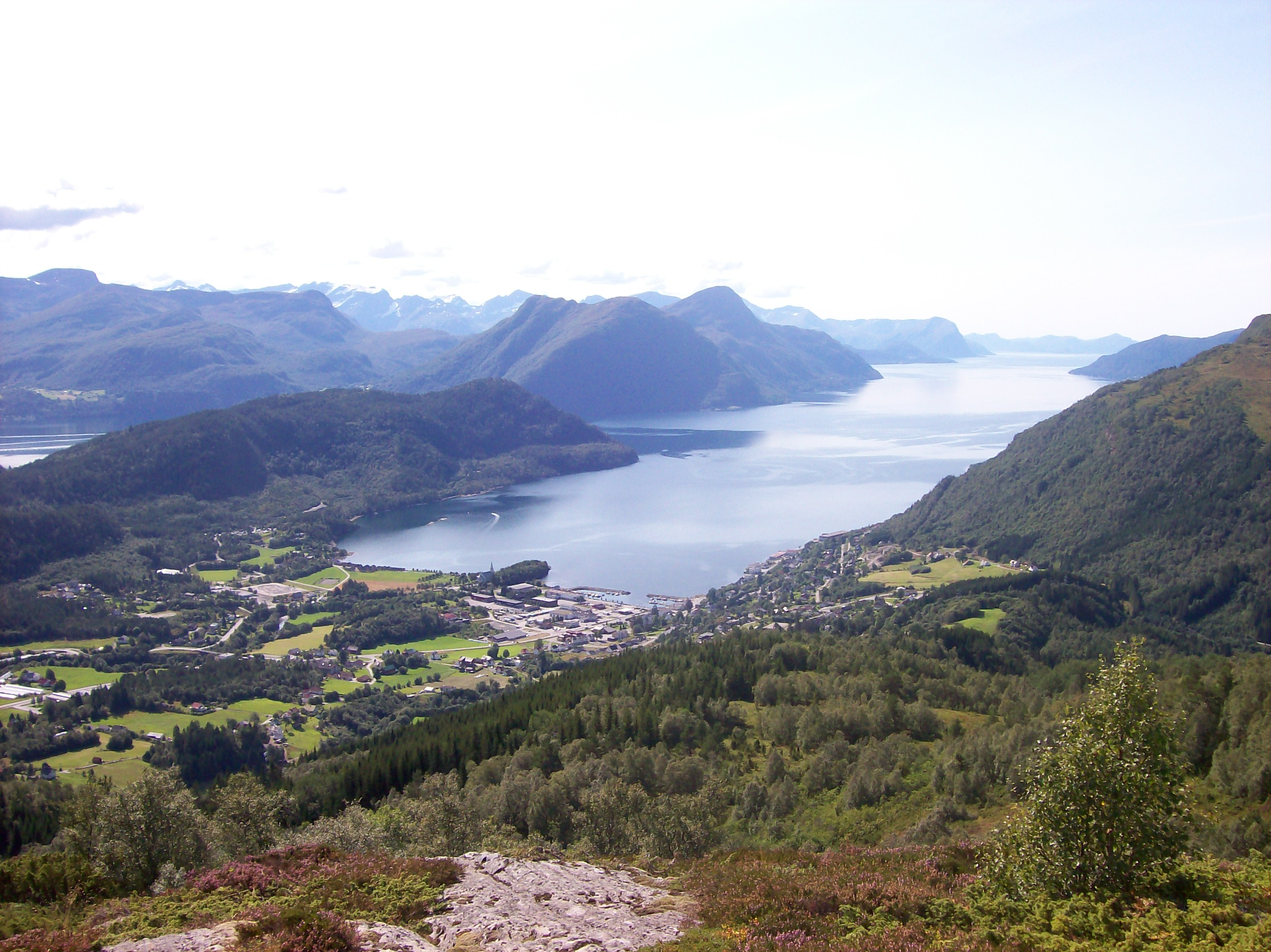
Blick vom Verahornet auf das Zentrum von Sjoholt

Wappen von Ørskog

Ørskog war eine Kommune im norwegischen Fylke Møre og Romsdal. Das Verwaltungszentrum der Kommune war Sjøholt. Im Zuge der Kommunalreform in Norwegen wurden Ørskog, Haram, Sandøy und Skodje zum 1. Januar 2020 mit Ålesund, der größten Stadt von Møre og Romsdal, zusammengelegt.

## Geographie
Die Nord-Süd-Ausdehnung der Kommune betrug 14,6 Kilometer und die Ost-West-Ausdehnung 22,1 Kilometer. Auf einer Fläche von 129,5 km² lebten 2250 Einwohner (Stand: 1. Januar 2019). Die Bevölkerungsdichte betrug 17 Einwohner pro Quadratkilometer. Die Kommunennummer war 1523.
Benachbarte Kommunen waren Skodje, Stordal, Sykkylven und Vestnes.